# Dmitri Alexandrowitsch Petelin
Dmitri Alexandrowitsch Petelin (russisch Дми́трий Алекса́ндрович Пете́лин; * 10. Juli 1983 in Qostanai, Kasachische Sozialistische Sowjetrepublik) ist ein russischer Kosmonaut.

## Ausbildung
Petelin besuchte von 1990 bis 1992 die Schule Nr. 24 in Udatschny, Sacha (Jakutien), von 1992 bis 1997 die Mittelschule in Qostanai, Kasachstan und von 1997 bis 2000 das physikalisch-mathematische Gymnasium ebenda. Danach studierte er bis 2006 an der Fakultät für Luft- und Raumfahrttechnik der Staatlichen Universität Südural. Er schloss sein Studium als Ingenieur für Flugzeug- und Hubschrauberbau ab.

## Beruf
Nach Abschluss seines Studiums arbeitete Petelin als Ingenieur in der Konstruktion der Flugzeugfirma NIK (НИК, Научно-Инженерная Компания, deutsch: wissenschaftliche Ingenieur-Gesellschaft) in der Abteilung für Raumfahrt.
Im Januar 2012 nahm er am öffentlichen Wettbewerb um die Zulassung als Kosmonaut teil. Er kam in die Auswahl und im September 2012 erhielt er zusammen mit 8 anderen Bewerbern das erforderliche Gesundheitszeugnis für die Zulassung als Kosmonaut.

## Kosmonautentätigkeit

### Ausbildung
Im Oktober 2012 wurde Petelin Mitglied der Roskosmos-Kosmonauten-Mannschaft und begann mit dem allgemeinen Weltraumtraining im Juri-Gagarin-Kosmonautentrainingszentrum, das er 2014 als Test-Kosmonaut abschloss. In den folgenden Jahren absolvierte Petelin verschiedene Trainings zu Landungen in Wüstengebieten, im Wasser, im Gebirge, zu Einsätzen in Notsituationen, zum Einsteigen in einen Hubschrauber im Schwebemodus, zum Beobachten verschiedener Objekte mit Hilfe von Instrumenten, zum Überleben im Wasser, zu Notlandungen in der Steppe im Winter, zum Überleben im Winter nach einer Landung in bewaldetem und sumpfigem Gebiet.

### Sojus MS-18, MS-19, MS-22
2020 wurde Petelin für die Ersatz-Mannschaft von Sojus MS-18 vorgesehen und für die Hauptbesatzung von Sojus MS-19. Sein Einsatz wurde dann aber durch den Verkauf von Plätzen an amerikanische Astronauten verschoben. 2021 wurde Petelin zusammen mit Sergei Walerjewitsch Prokopjew und Anna Kikina als Hauptbesatzung für Sojus MS-22 aufgestellt. Im August 2022 wurde diese Zusammenstellung geändert. Anna Kikina sollte als Teil der SpaceX Crew-5 mit einem amerikanischen Raumschiff mitfliegen und an ihre Stelle trat der NASA-Astronaut Francisco Rubio. Diese neue Besatzung trainierte nun zusammen.

### Flugverlauf
Am 21. September 2022 um 16:54 Moskauer Zeit (13:54 UTC, 15:54 Mitteleuropäische Sommerzeit (MESZ)) startete Petelin als Flugingenieur zusammen mit Prokopjew und Rubio in einer Sojus MS-22 vom Kosmodrom Baikonur zur Internationalen Raumstation (ISS). Drei Stunden später, um 20:06 Moskauer Zeit (17:06 UTC, 19:06 MESZ), dockte die Raumkapsel an das Rasswet-Modul des russischen ISS-Segments an.
Beim Andocken von Sojus MS-22 lief auf der ISS die ISS-Expedition 67, Kommandant der ISS war zu dieser Zeit Oleg Germanowitsch Artemjew. Auf Grund eines Schadens im Servicemodul von Sojus MS-22 erfolgte die Rückkehr zur Erde am 27. September 2023 mit dem Ersatzraumschiff Sojus MS-23. Mit einem Raumflug von 370 Tagen liegen Rubio, Prokopjew und Petelin nun gemeinsam an dritter Stelle des längsten Raumflugs. Rubio hält dabei den Rekord des längsten US-Raumflugs.

## Familie
Petelin ist verheiratet und hat eine Tochter.